# Кактуси и руже
„Кактуси и руже” је југословенски телевизијски филм из 1999. године.  Режирао га је Петар Цвејић а сценарио је написао Ђорђе Лебовић.

## Улоге
| Глумац                  | Улога                           |
| ----------------------- | ------------------------------- |
| Ксенија Јовановић       | Ленка Хаџић                     |
| Никола Симић            | Борис Лебедев Макс, суфлер      |
| Ружица Сокић            | Смиља Козодеровић               |
| Небојша Љубишић         | Пантелија, Јулије Лавослав Леон |
| Милена Павловић         | Добрила Хаџић, новинарка        |
| Михајло Бата Паскаљевић | Цвећар                          |